# Dissociazione (chimica)
La dissociazione in chimica è la scissione parziale o completa di una molecola. A seconda delle modalità e condizioni in cui avviene la scissione, la dissociazione di una sostanza è in grado di produrre specie ioniche (cationi e anioni), radicaliche oppure molecole neutre a più basso peso molecolare.
La dissociazione può avvenire:
- per effetto dell'azione di un solvente (ad esempio acqua); si parla in questo caso di "dissociazione elettrolitica";
- per effetto di un trattamento termico; si parla in questo caso di "dissociazione termica";
- per altri effetti chimico-fisici (ad esempio, per elettrolisi utilizzando corrente elettrica, fotodissociazione irradiando con fotoni, etc.).

Nel caso della dissociazione elettrolitica, se le molecole si dissociano (in parte o completamente), la specie chimica costituita da tali molecole si chiama "elettrolita"; se invece le molecole non si dissociano in soluzione, la specie chimica costituita da tali molecole si dice "non elettrolita". Inoltre se tutte le molecole della specie chimica in questione si dissociano, si parla di "elettrolita forte" e si dice che la dissociazione è completa, mentre se solo alcune molecole si dissociano si parla di "elettrolita debole" e si dice che la dissociazione è parziale.

## Dissociazione elettrolitica
La dissociazione elettrolitica è la suddivisione in ioni delle molecole di alcune sostanze (elettroliti) quando sono in soluzione o allo stato fuso. La determinazione del peso molecolare basata sulla misura della pressione osmotica e delle grandezze a essa collegate, dà valori normali per le soluzioni di una vasta classe di composti nei diversi solventi. Tuttavia, per gli acidi, le basi e i sali, in soluzione acquosa o in altri solventi polari, si osservano abbassamenti del punto di congelamento e innalzamenti del punto di ebollizione maggiori di quelli previsti dalla teoria di van 't Hoff delle soluzioni diluite, secondo la quale la variazione della temperatura di ebollizione o di congelamento Λ è proporzionale alla molalità del soluto, definita come il rapporto tra la concentrazione C (grammi di soluto in 1000 g di solvente) e il peso molecolare M:
- Λ = k C/M

La costante di proporzionalità k dipende dalla proprietà presa in esame, oltre che dal solvente. Poiché i valori numerici di Λ variano con la concentrazione, si può fare l'ipotesi che nei casi anomali si presenti una qualche forma di dissociazione delle molecole; la concentrazione sarà allora riferita al numero delle molecole disciolte, nel caso delle sostanze che si comportano regolarmente, e al numero totale di particelle (molecole indissociate più ioni provenienti dalla dissociazione), nel caso delle sostanze che si comportano irregolarmente.
Nel caso degli elettroliti in soluzione acquosa, l'equazione precedente non è quindi in generale applicabile ed è necessaria l'introduzione di un fattore correttivo i maggiore dell'unità, per cui si ha:
- Λ = i k C/M

Indicando con n la molteplicità della dissociazione (n= 2,3,...) e con α il grado di dissociazione, ossia la frazione delle molecole dissociate, si ha 
- i = n α + (1- α) = 1 + α (n -1)

Il primo studio sistematico per spiegare tali anomalie venne effettuato da S. Arrhenius a partire dal 1887. Arrhenius osservò che i risultati anomali riguardavano solo quelle soluzioni che conducono la corrente elettrica e formulò l'ipotesi che, all'atto della dissoluzione in acqua (o in altri solventi polari), le sostanze aventi caratteristiche elettrolitiche si dissocino in misura maggiore o minore secondo la loro natura, formando ioni positivi (cationi) e ioni negativi (anioni). Ioni e molecole non dissociate contribuiscono quindi insieme a determinare i valori della pressione osmotica, causando perciò le apparenti eccezioni alla teoria delle soluzioni diluite. La dissociazione elettrolitica è indipendente dall'elettrolisi, che avviene solo quando si ha il passaggio di corrente elettrica.
La legge di Ohm è valida non solo per i conduttori elettronici, ma anche per gli acidi, le basi e i sali in soluzione. La conduttività degli elettroliti in soluzione e allo stato fuso è dell'ordine di grandezza di un milionesimo della conduttività del rame; essa aumenta col crescere della temperatura, al contrario di quanto avviene nei conduttori metallici. Inoltre, nelle soluzioni elettrolitiche la conduttività a una data temperatura cresce con la concentrazione fino a raggiungere un valore massimo, per poi decrescere. La teoria sviluppata da Arrhenius è fondata sull'ipotesi che il grado di dissociazione α aumenti con la diluizione fino ad assumere valore unitario (dissociazione completa) nelle condizioni limite di diluizione infinita. 
- La verifica sperimentale dell'ipotesi della dissociazione parziale mostra che essa è approssimativamente valida solo per certi elettroliti (elettroliti deboli) che comprendono gli acidi deboli e la basi deboli a legame prevalentemente omeopolare; essi sono in genere poco dissociati a meno che non siano molto diluiti.

- Per contro, il comportamento di un'altra classe di elettroliti (elettroliti forti), costituita dagli acidi forti, le basi forti, e i sali corrispondenti, si spiega supponendo che per questi elettroliti la dissociazione sia totale a tutte le concentrazioni; in tali composti il legame chimico è di natura prevalentemente elettrostatica, o eteropolare, e la dissociazione avviene perché la forza di attrazione tra le parti della molecola dotate di carica di segno contrario viene indebolita dalla presenza del solvente.

La tendenza alla dissociazione elettrolitica è una caratteristica degli acidi, delle basi e dei sali non solo quando sono disciolti in solventi polari, ma anche quando sono allo stato fuso. La medesima tendenza si manifesta anche in alcune sostanze allo stato solido (elettroliti solidi), come certe miscele di ossidi e le membrane scambiatrici di ioni. La conduttività elettrica di queste sostanze è tuttavia di molti ordini di grandezza inferiore a quella metallica e diventa quindi sufficiente per gli scopi pratici solo se si opera a temperature abbastanza elevate.

## Dissociazione termica
La dissociazione termica è un fenomeno che si verifica in particolare nelle sostanze allo stato gassoso che, riscaldate, possono subire una parziale scissione molecolare. Il fenomeno si manifesta in quanto queste sostanze si dilatano più di quanto corrisponda all'aumento di temperatura: conseguentemente il loro peso molecolare, calcolato in base a misure di densità gassosa, risulta inferiore al previsto o al valore ottenuto per altra via. La dissociazione delle molecole (o degli ioni) non è generalmente completa, e cresce al crescere della temperatura e al diminuire della pressione. Poiché si tratta di una reazione di equilibrio, per essa si può definire sia una costante di dissociazione sia un grado di dissociazione.

## Dissociazione omolitica
La dissociazione omolitica si ha quando i due elettroni di un legame chimico, dopo la dissociazione, rimangono uno associato ad ogni frammento della molecola. Si ha la formazione di due radicali con una reazione di tipo:
A-B → A• + B•